# Inocenc XII.
Inocenc XII., rodným jménem Antonio Pignatelli (13. března 1615 Spinazzola – 27. září 1700 Řím) byl od roku 1691 až do své smrti papežem katolické církve (1691–1700).